# Liten ekdyna
Liten ekdyna (Nemania confluens) är en svampart som först beskrevs av Tode, och fick sitt nu gällande namn av Læssøe & Spooner 1994. Liten ekdyna ingår i släktet Nemania och familjen kolkärnsvampar.  Arten är reproducerande i Sverige. Inga underarter finns listade i Catalogue of Life.